# Стад Тампонез
«Стад Тампонез» — реюньонский футбольный клуб из города Ле Тампон. Выступает в Премьер лиге Реюньона. Основан в 1982 году.

## Достижения
- Премьер лига Реюньона: 9

1991, 1992, 1999, 2003, 2004, 2005, 2006, 2007, 2009
- Кубок Реюнюона: 5

1991, 2000, 2003, 2008, 2009
- Coupe D.O.M: 1

2000
- Outremer Champions Cup: 3

2001, 2004, 2007
- Océan Indien Cup: 3

2004, 2006, 2007

## Международные соревнования
- Лига чемпионов КАФ: 4

2000 — Первый раунд
2004 — Первый раунд
2008 — Первый раунд
2009 — Первый раунд
- Кубок КАФ: 4

1995 — Первый раунд
1996 — Четвертьфинал
1997 — Первый раунд
1999 — Второй раунд
- Кубок обладателей кубков КАФ: 2

1994 — Четвертьфинал
2001 — Первый раунд